# Otar Korkia
Otar Korkia (Georgisch: ოთარ მიხეილის ძე ქორქია, Otar Micheilis dze Korkia; Russisch: Отар Михайлович Коркия, Otar Michailovitsj Korkia) (Koetaisi, 10 mei 1923 - Tbilisi, 15 maart 2005) is een voormalig basketbalspeler, die speelde voor de Sovjet-Unie op de Olympische Spelen.

## Carrière
Korkia begon zijn loopbaan in 1943 bij Dinamo Koetaisi. In 1947 verhuisde hij naar Dinamo Tbilisi. Met Dinamo won hij in 1950, 1953 en 1954 het landskampioenschap van de Sovjet-Unie. Ook won hij de USSR Cup in 1949 en 1950. Als hoofdcoach van Dinamo won hij in 1962 de FIBA European Champions Cup door in de finale te winnen van Real Madrid uit Spanje met 90-83.
In 1952 won Korkia met het Nationale team van de Sovjet-Unie, zilver op de Olympische Spelen. Korkia won drie keer goud op het Europees kampioenschap in 1947, 1951 en 1953. Ook won hij nog brons in 1955. Hij was aanvoerder van de Sovjet-Unie van 1953 tot 1955. In 1958 stopte Korkia met basketbal. De supercup van Georgië is naar Korkia vernoemd, de Otar Korkia Supercup.

## Privé
Otar Korkia is de oom van Olympische kampioen basketbal 1972, Micheil Korkia.

## Erelijst
- Landskampioen Sovjet-Unie: 3
  - Winnaar: 1950, 1953, 1954
  - Tweede: 1947
  - Derde: 1948, 1952
- Bekerwinnaar Sovjet-Unie: 2
  - Winnaar: 1949, 1950
  - Runner-up: 1953
- Olympische Spelen:
  - Zilver: 1952
- Europees kampioenschap: 3
  - Goud: 1947, 1951, 1953
  - Brons: 1955